# Felis silvestris cretensis
Il gatto selvatico cretese (Felis silvestris cretensis Haltenorth, 1953) è una sottospecie di gatto selvatico che vive sull'isola di Creta.
È stato a lungo ritenuto estinto, ma nel 1996 un esemplare è stato catturato da una spedizione dell'Università di Perugia.
Nel 2007, tuttavia, dopo una serie di precise analisi genetiche, è stato dimostrato che esistono solamente quattro sottospecie, alle quali ne è stata aggiunta una quinta, il gatto di montagna della Cina, fino ad allora classificato come specie a parte. Attualmente, quindi, Felis silvestris cretensis non è più considerata una sottospecie valida .